# Plodinová burza (budova)
Plodinová burza je novorenesanční budova (po funkcionalistické přestavbě) čp. 866/II, spravovaná Českou národní bankou (ČNB). Budova je zapsána do státního seznamu nemovitých kulturních památek a nachází se na adrese: Senovážné náměstí 866/30, 110 00 Praha 1 – Nové Město.

## Historie burzy

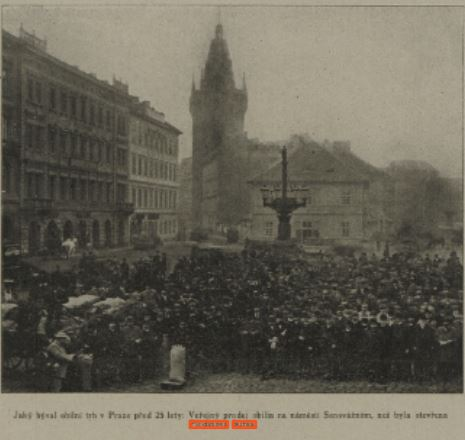
Obilní trh na Senovážném náměstí (90. léta 19. století)

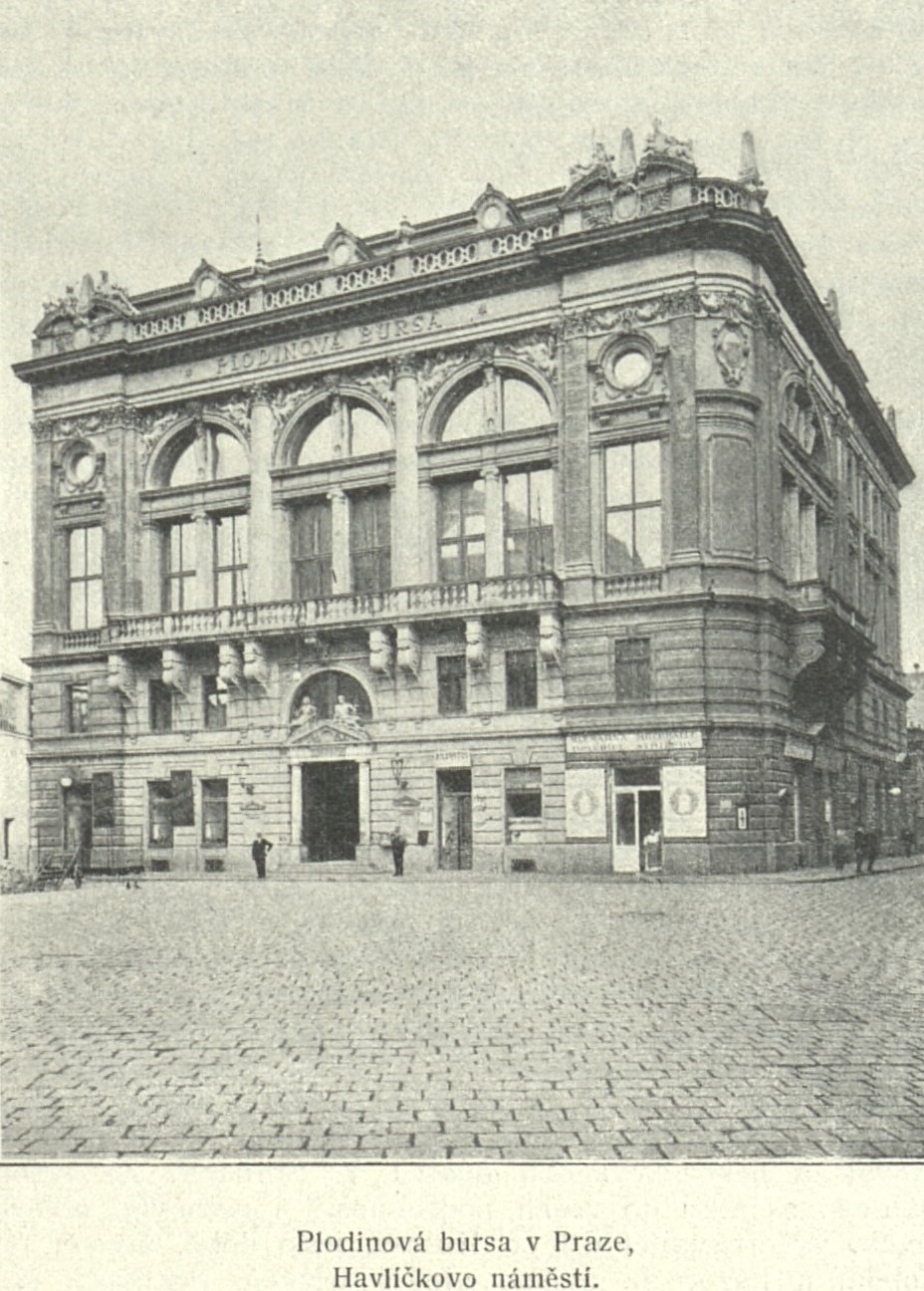
Plodinová burza (1908, před výstavbou navazujících objektů)

### Obchodování před vznikem PPB
Účelem plodinové burzy je nákup a prodej zemědělských komodit. Původně se obchodovalo obilím a zemědělskými plodinami na týdenních trzích. Ty se konaly nejdříve na Koňském trhu a od roku 1882 na Senovážném náměstí.  Rozvoj dopravy a obchodu donutil obchodníky ke zřízení jednoho organizovaného střediska pro obchod zemědělskými produkty.

### Vznik PPB
V roce 1885 byl ustaven komitét pro zřízení plodinové burzy v Praze. Ten vypracoval návrh stanov, které byly v roce 1887 schváleny a poté mohl komitét založit plodinovou burzu. V roce 1894 byla dokončena budova na Senovážném náměstí a PPB zahájila činnost. Slavnostně byla otevřena dne 10. listopadu 1894 a v úterý 13. listopadu roku 1894 byl v nové burzovní budově zahájen první burzovní den. Toho dne také vyšel poprvé kurzovní list, který pak nadále zaznamenával ceny zemědělských plodin na burze.

### PPB za první světové války a po ní
První světová válka téměř přerušila provoz plodinové burzy, protože většinu zemědělských plodin obhospodařoval stát. Po vzniku samostatného Československa došlo opět k oživení plodinové burzy. V roce 1922 byla při Pražské plodinové burze založena dřevařská burza, v roce 1923 lnářská burza, v roce 1926 burza pro ovoce, burza pro vejce a burza pro kávu.

### PPB ve třicátých letech dvacátého století
Další pokles činnosti plodinové burzy nastal na počátku třicátých let dvacátého století. Poté, co byl v roce 1934 zřízen obilný monopol, pozbyla plodinová burza významu jako místo cenotvorby obilí a zemědělských plodin. Burza se zapojila do ekonomického života země organizační činností: experti burzy působili jako znalci, rozhodovali soudní spory a koncipovaly osnovy zákonů a vládních nařízení.

### PPB za druhé světové války a těsně po ní
Druhá světová válka omezila opět činnost plodinové burzy pevným systémem řízeného válečného hospodářství. Coby kapitalistická instituce po roce 1945 ztrácela plodinová burza na významu a postupně se vytrácel účel její existence. Vládním nařízením číslo 32 ze dne 15. července 1952 byly s platností od 1. srpna 1952 všechny dosavadní plodinové burzy v Československu (Pražskou plodinovou burzu nevyjímaje) definitivně zrušeny.

### Po roce 1989
V roce 1991 vzniklo Sdružení pro přípravu Pražské agrární komoditní burzy, neexistovala však příslušná legislativa. Po vydání zákona o komoditních burzách v roce 1992 byla v prosinci 1992 založena Pražská agrární komoditní burza, tato však zprvu nezískala od Ministerstva zemědělství licenci. Licenci získala až v roce 1994, nikdy však nezahájila činnost a v roce 1997 vstoupila do likvidace.

## Historie budovy

### První kroky ke zřízení plodinové burzy
V roce 1882 zakoupilo "Družstvo ku zřízení a udržování plodinové burzy" pozemek na Senovážném náměstí. Na tomto pozemku měl vzniknout objekt budoucí komoditní burzy v českých zemích. . Pro potřeby této instituce byl na Senovážném náměstí v roce 1892 zakoupen čtyřkřídlý dům. Požadavkům plodinové burzy nevyhovoval, ale již při jeho koupi se plánovalo jeho zbourání a výstavba nové budovy.

### Projekt budovy plodinové burzy
V soutěži na projekt nové budovy zvítězil rakouský architekt Bedřich Ohmann, který v té době působil jako profesor na Uměleckoprůmyslové škole v Praze.   Původní Ohmannův projekt, inklinující k secesnímu stylu, v prováděcí dokumentaci výrazně upravili realizátoři stavby, architekt Jindřich Jechenthal (1842–1909) a František Hněvkovský do stylu české novorenesance. Ještě v průběhu stavebních prací rozhodl zadavatel o částečné změně původního návrhu budovy. Tyto změny provedla dvojice architektů Josef Zítek a Josef Schulz.

### Stavba budovy a zahájení provozu Plodinové burzy
K realizaci stavby došlo v letech 1893 až 1895. Vnitřnímu členění budovy dominovalo mohutné schodiště s velkým a malým burzovním sálem. Další prostory tvořily kavárna a vinárna. Stavební práce byly dokončeny v roce 1894, kdy byl (10. listopadu 1894) palác slavnostně otevřen. Kartuš s vlysem  na korunní římse stavby nese letopočet 1894. O původní podobě budovy referoval soudobý tisk, např. Světozor 

### Plodinová burza se rozrůstá

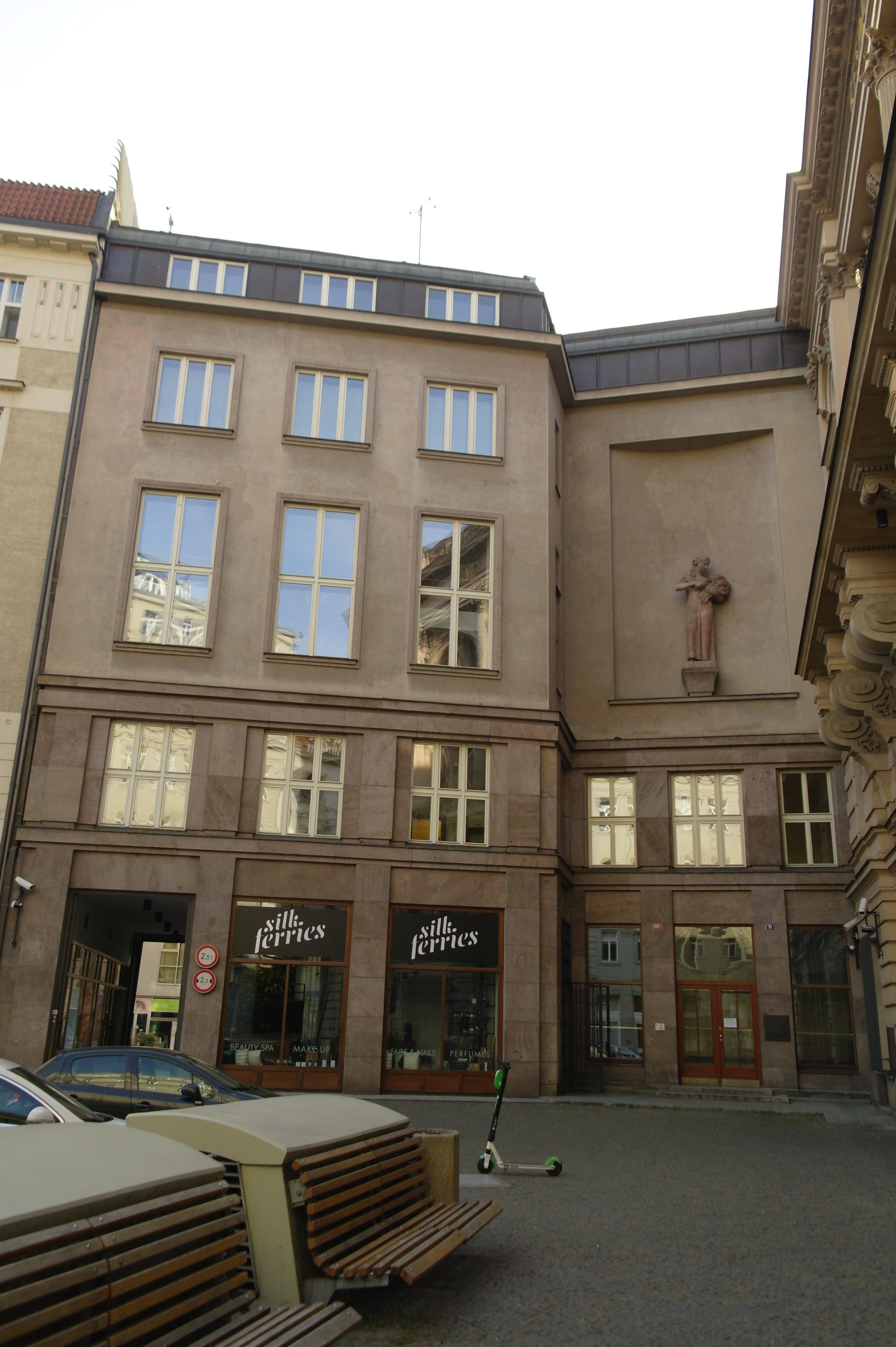
Funkcionalistická přístavba

Stále rostoucí potřeby plodinové burzy v době I. Československé republiky měly být řešeny v roce 1921 vyvlastněním sousedního pozemku.  Jeho majitel - německé kasino - se ale o pozemek pět let soudilo, takže stavební práce na novém pozemku mohly být zahájeny až v roce 1928. V průběhu let 1928 až 1929 probíhaly nejen práce na novém pozemku, ale i úpravy původní staré budovy. Ve stávající budově byla v těchto letech provedena funkcionalistická přístavba podle architektonického návrhu Bohumila Hypšmana.. Proražení pasáže z bankovního domu Na příkopě do Senovážného náměstí v roce 1941 bylo výrazným zásahem do dosud kompaktní architektury budovy.

### Budova plodinové burzy v letech 1948 až 1959
Po Únoru 1948 byla činnost plodinové burzy jako instituce ukončena. Živnobanka, které byla budova předána, přestavěla vnitřní postory na kanceláře.
Když 1. července 1950 vznikla Státní banka československá, byla k její tzv. úřadovně č. 1 přičleněna rovněž budova bývalé Plodinové burzy č. 866/30. V prostorách plodinové burzy sídlilo oddělení zabývající se finančním zabezpečením monopolních společností. Pro provoz Státní banky československé byl upraven velký sál bývalé burzy i místnost, v níž se dříve nacházela malá kavárna. Pro závodní (dietní) jídelnu zaměstnanců Státní banky československé sloužily prostory bývalé vinárny. Část sálu Plodinové burzy byla do poloviny padesátých let dvacátého století obsazena pracovníky platebního a zúčtovacího styku.
Objekt plodinové burzy sloužil Státní bance československé sice dlouho, ale nikoliv výlučně. Od počátku padesátých let dvacátého století byla do Plodinové burzy dislokována řada cizích (s bankou nikterak nesouvisejících) organizací. Na počátku padesátých let dvacátého století budova hostila telefonní ústřednu národního podniku Masna nebo (po určitou dobu) dokonce i ministerstvo národní bezpečnosti. Pro vlastní provoz Státní banky československé nakonec zůstaly jen prostory dietní jídelny, sklad tisku a dalšího příslušenství a do roku 1957 ještě několik místností využívaných Městskou pobočkou v Praze (tehdy byla tato agenda přemístěna do budovy Na Příkopě 28). Ve druhé polovině padesátých let dvacátého století velkou část budovy užíval Potravinoprojekt, státní ústav pro projektování podniků potravinářského průmyslu, a následně Tělovýchovná jednota Slovan Státní banka československá.

### ČT v budově plodinové burzy
Od roku 1955 sídlila v bývalé budově plodinové burzy studia Československé televize, která si interiéry budovy stavebně upravila (v roce 1959) tak aby vyhovovaly jejím potřebám. Na jaře 1960 se největším uživatelem budovy bývalé Plodinové burzy stala Československá televize, která v ní měla vysílací prostory a později do ní přesídlila i své ústředí.

### Využití v rámci České národní banky
Budova Plodinové burzy, která od padesátých let dvacátého století trpěla častými změnami uživatelů, postupně chátrala a v roce 1994, kdy ji Česká národní banka odkoupila, byla v havarijním stavu.
Rekonstrukce roku 1994 podle návrhu architekta Vladimíra Kružíka zachovala prvky art deco navržené Bohumilem Hübschmannem. Při této rekonstrukci byl Vladimír Kružík limitován požadavky památkářů a proto pro rekonstrukci zvolil mobilní vestavbu založenou na samonosné moderní konstrukci, která není upevněná ve zdech budovy. Tato konstrukce může být kdykoliv odstraněna, aniž by se poškodil funkcionalistický styl interiéru budovy. Zdařilým prvkem rekonstrukce je osvětlení budovy (také z dílny Vladimíra Kružíka), které nahradilo původní světla (ta se do doby rekonstrukce budovy v roce 1994 nedochovala). ČNB v budově v rámci rekonstrukce (mimo jiné) vybudovala kongresové centrum ČNB, specializovanou odbornou knihovnu ČNB a bankovní klub ČNB.
Kongresové centrum ČNB disponuje dvěma sály (velkým a malým), společným foyerem a potřebným zázemím. Velký sál s plochou 440 m² má kapacitu 300 až 360 osob, malý sál s plochou 120 m² pojme 50 až 100 osob. Prostory jsou vybaveny mobiliářem a základní konferenční technikou. Sály jsou ozvučeny, k dispozici je datová projekce a tlumočnické kabiny s bezdrátovými sluchátky (umožňují tlumočení do tří jazyků).